# Okrug Púchov
Okrug Púchov (slovački: Okres Púchov) nalazi se u sjeverozapadnoj Slovačkoj u  Trenčínskom kraju. Na sjeveru okruga graniči s Češkom. U okrugu živi 43 483 stanovnika, dok je gustoća naseljenosti 115,92 stan/km². Ukupna površina okruga je 375,10 km². Glavni grad okruga Púchov je istoimeni grad Púchov s 16 781 stanovnika.

## Stanovništvo
| Godina:     | 1994.  | 2004.   | 2014.   | 2024.   |
| ----------- | ------ | ------- | ------- | ------- |
| Broj ljudi: | 45 597 | 45 641  | 44 537  | 43 483  |
| Razlika:    |        | +0,09 % | −2,41 % | −2,36 % |

| Godina:     | 2023.  | 2024.   |
| ----------- | ------ | ------- |
| Broj ljudi: | 43 710 | 43 483  |
| Razlika:    |        | −0,51 % |

## Gradovi
- Púchov

## Općine
- Beluša
- Dohňany
- Dolná Breznica
- Dolné Kočkovce
- Horná Breznica
- Horovce
- Kvašov
- Lazy pod Makytou
- Lednica
- Lednické Rovne
- Lúky
- Lysá pod Makytou
- Mestečko
- Mojtín
- Nimnica
- Streženice
- Visolaje
- Vydrná
- Záriečie
- Zubák